# زباد مالاگاسی
گربه زباد مالاگاسی (نام علمی: Fossa fossana) نام یک گونه از تیره گربه‌زبادان ماداگاسکار است.